# Acalolepta longicollis
Acalolepta longicollis là một loài bọ cánh cứng trong họ Cerambycidae.